# 沙崙 (臺南市)
沙崙，是臺灣臺南市歸仁區的一個傳統地域名稱，位於該區中南部東側。相較於今日行政區，其範圍大致為沙崙里不含北部凸出部分及西部及南部凸出部分的西南半部。
本地區境內主要聚落為沙崙、圯舍、下土庫、上土庫。

## 歷史
台灣日治初期，沙崙地區為一街庄，稱為「沙崙庄」（舊制街庄），隸屬於永豐里。該庄昔日北與崙仔頂庄為鄰，東與五甲庄、深坑仔庄為鄰，南邊為大苓庄，西南邊為林仔邊庄，西邊為刣豬厝庄。
1901年（日治明治三十四年）11月11日，全台廢縣廳改設二十廳，該庄隸屬於臺南廳。1904年（明治三十七年）3月31日，該庄編入「歸仁區」，隸屬於臺南廳。1909年（明治四十二年）10月25日，全台合併二十廳為十二廳，歸仁區仍隸屬於臺南廳。1920年（大正九年）10月1日，全台地方制度大改正，廢十二廳改設五州二廳，該庄改制為「沙崙」大字，隸屬於臺南州新豐郡歸仁庄（新制街庄）。
戰後歸仁庄改制為歸仁鄉，隸屬於臺南縣，大字亦改制為村。1950年（民國39年）10月25日，雲、嘉、南分治，歸仁鄉仍隸屬於臺南縣。2010年（民國99年）12月25日，臺南縣、市合併為直轄臺南市，歸仁鄉改制為歸仁區，村亦改制為里。

## 聚落
本地區發展較早的聚落為沙崙、圯舍、周仔（洲仔，已消失）、下土庫、上土庫，在日治初期的官方地圖上已有記載。

## 交通
省道台86線又稱「東西向快速公路－台南關廟線」，經過本地區西北端。最近的交流道在西側為區道南351線交會處的大潭交流道，在東側為市道182號交會處的歸仁交流道。由此等可快速前往省道台86線沿線各地，或銜接國道1號、國道3號。
區道南157線是歸仁至大苓的道路，經過本地區的沙崙聚落西郊。